# نولان واتسون
نولان واتسون هو خبير مالي كندي، ولد في 1 أغسطس 1979 في سوري في كندا.